# Gaan! De extra vroege ochtendshow
Gaan! De extra vroege ochtendshow was een Nederlands radioprogramma van BNNVARA dat afwisselend werd gepresenteerd door Mai Verbij, Stephan Komduur en Raounak Khaddari. De uitzending is elke werkdag tussen 04.00 uur en 06.00 uur te horen op NPO Radio 1. De eerste uitzending was op 2 januari 2019. Voorheen werd Gaan! afwisselend gepresenteerd door Morad el Ouakili (tot december 2020) en Wouter Bouwman. In 2023 is het programma vervangen door Vroeg!.

## Inhoud
De bedoeling van het programma is dat luisteraars kunnen reageren op het nieuws van de dag die geweest is, of van de dag die komen gaat. Elke dag worden er verschillende onderwerpen besproken, waarna luisteraars kunnen bellen om hun mening over de stelling te geven. Eerder werd er wekelijks gebeld met correspondenten over de hele wereld. Dit is een vervanging van het voormalige radioprogramma De Wereld van BNN. Dit programmaonderdeel werd geschrapt. De correspondenten komen nog wel geregeld in de uitzending, wanneer er nieuws uit hun land aan bod komt. Ook deskundigen worden gebeld wanneer er reden toe is.